# Matka (kanion)

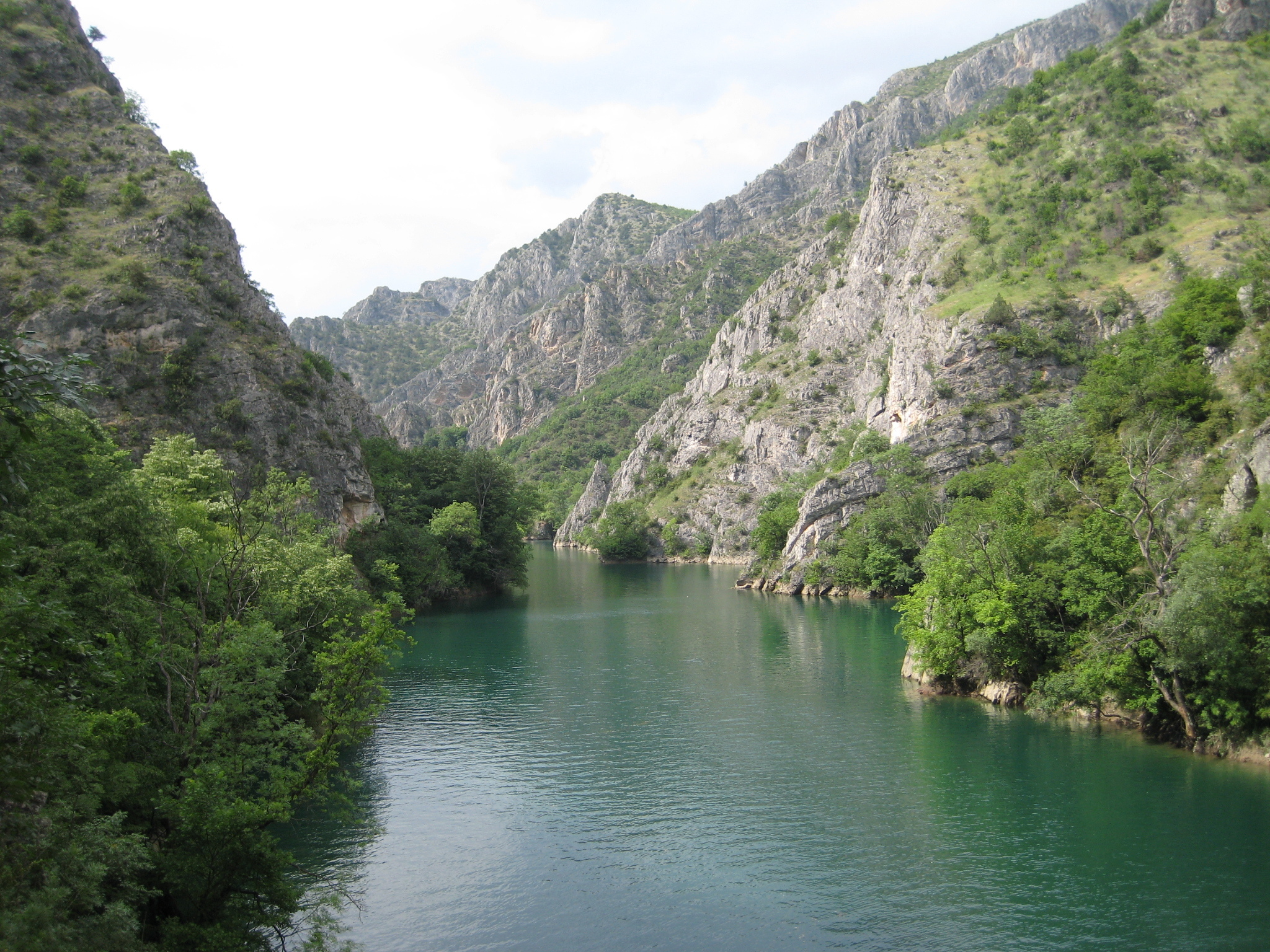
Kanion Matka (2009)

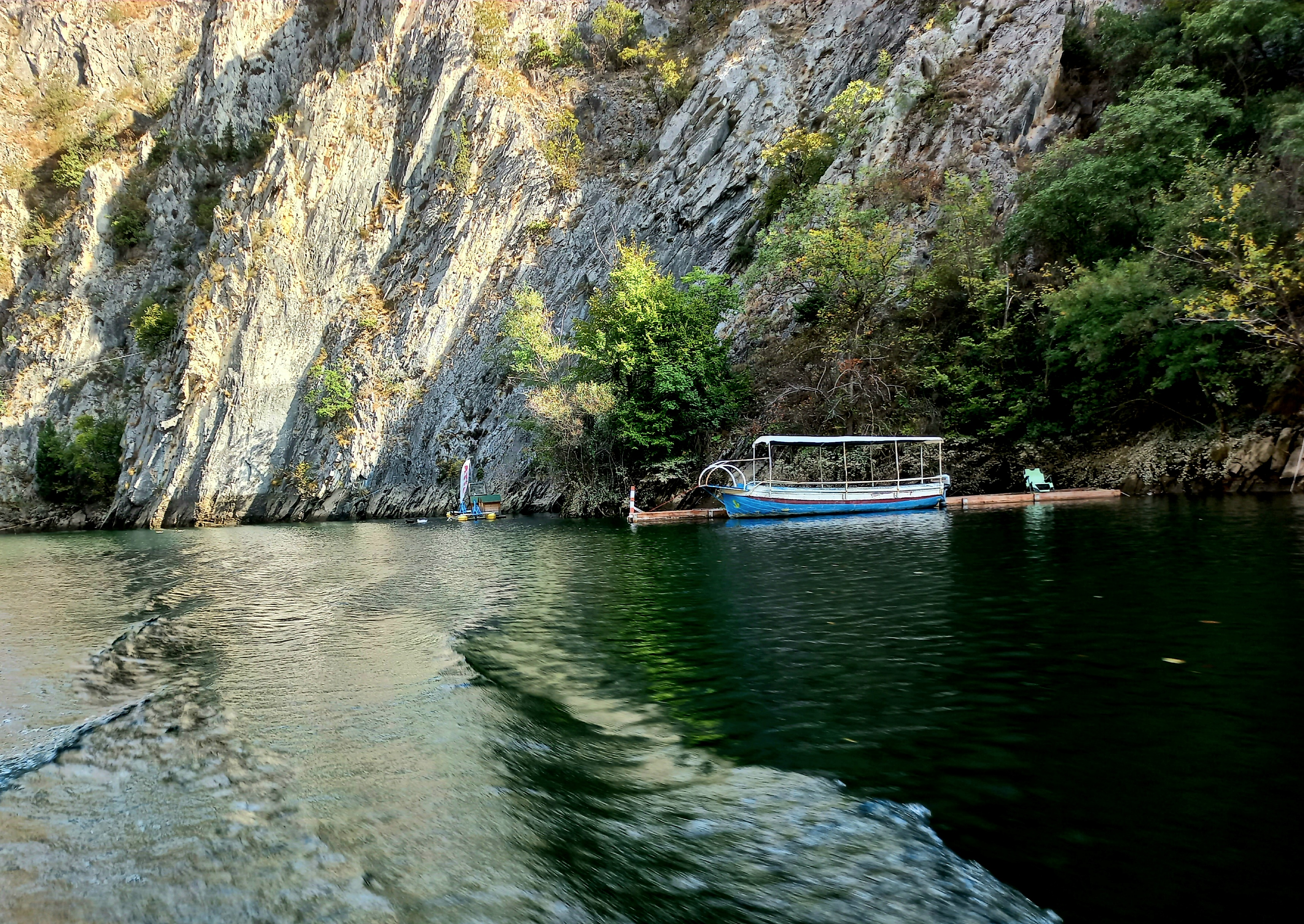
Kanion Matka (2023)

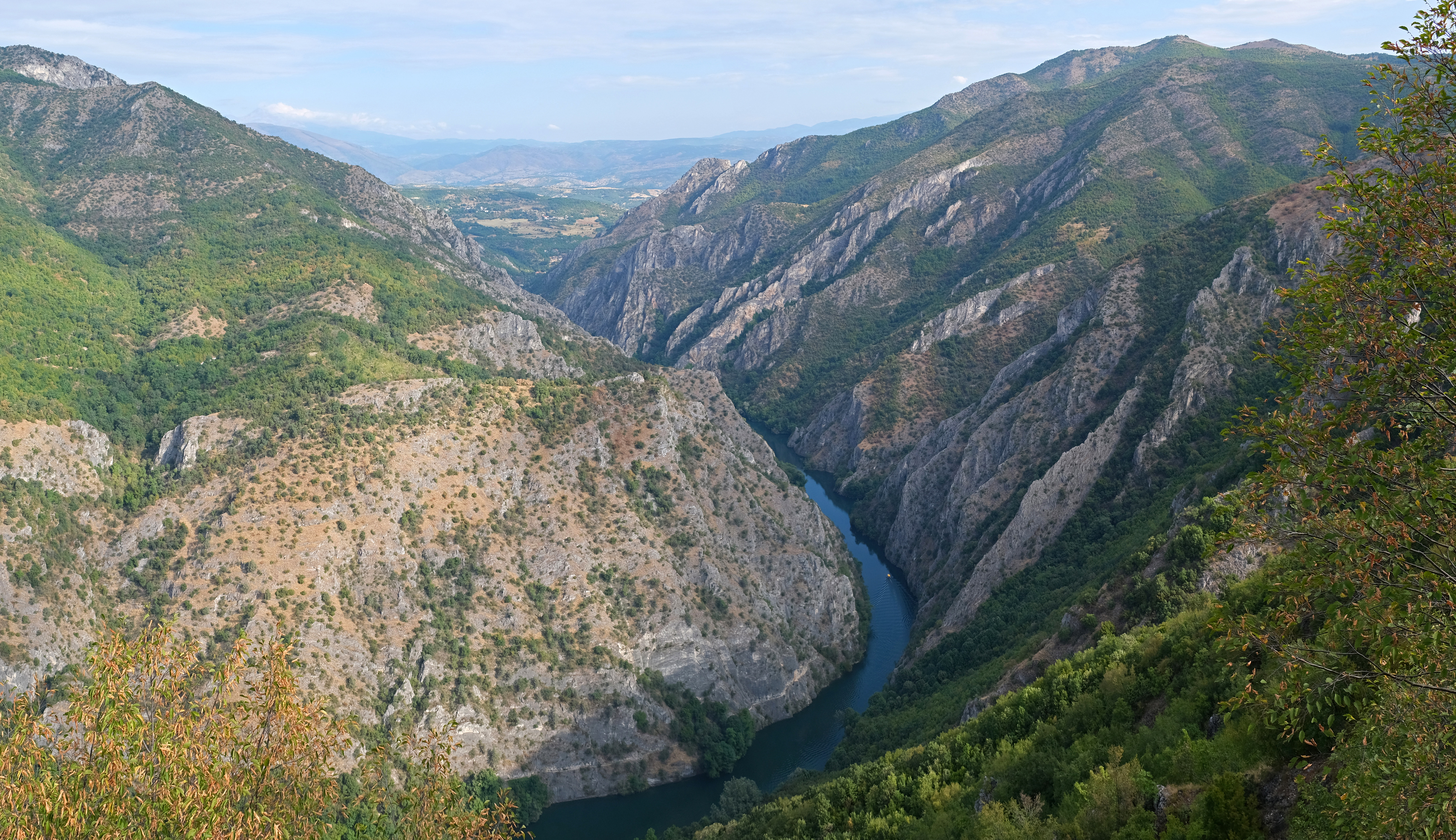
Widok na kanion z lotu ptaka

Matka (mac. Матка, alb. Matkë, Kanioni i Matkës) – kanion położony piętnaście kilometrów na południowy zachód od stolicy Macedonii Północnej, Skopje. Zajmuje powierzchnię około 5000 hektarów. Jest to jedno z najpopularniejszych miejsc rekreacyjnych w Macedonii Północnej, znajduje się tu również kilka średniowiecznych klasztorów. Jezioro Matka w obrębie kanionu Matka jest najstarszym sztucznym jeziorem w kraju.

## Geologia
W obrębie kanionu Matka znajduje się dziesięć jaskiń, z których najkrótsza ma długość 20 metrów, a najdłuższa 176 metrów. Kanion ma również dwa pionowe kanały, oba o głębokości około 35 metrów.

### Jaskinia Wreło
Jaskinia Wreło, położona na prawym brzegu rzeki Treski, została wymieniona na liście Top 77 najlepszych naturalnych miejsc na świecie w projekcie Nowe siedem cudów natury.
W jaskini można zobaczyć wiele stalaktytów, w tym jeden duży, pośrodku jaskini zwany „Szyszką sosnową” ze względu na jego kształt. Na końcu jaskini znajdują się dwa jeziora. Mniejsze z nich ma 8 metrów długości i 15 metrów głębokości, większe ma 35 metrów długości i 15–18 metrów głębokości.
Początkowa część korytarzy jaskini jest sucha, dalsza jest zalana wodą i schodzi znacznie w dół. Chociaż dokładna głębokość jaskini nie jest znana, spekuluje się, że może to być najgłębsza podwodna jaskinia na świecie.
Do jaskini można dotrzeć tylko łodzią lub kajakiem.

## Biologia
Kanion Matka to także „rezerwat” dla wielu gatunków roślin i zwierząt, również tych występujących jedynie w tym regionie. Około 20% gatunków roślin uznaje się za rzadko spotykane bądź endemiczne. Spotyka się tu także 119 gatunków dziennych i 140 gatunków nocnych motyli, w tym 77 endemitów Bałkanów. W jaskiniach kanionu spotyka się także duże skupiska nietoperzy.

## Atrakcje
Ze względu na bliskość Skopje kanion Matka jest popularnym miejscem rekreacji dla mieszkańców i turystów. Kanion jest jednym z głównych miejsc w Macedonii Północnej, gdzie można uprawiać turystykę wysokogórską. Sezon wspinaczkowy rozpoczyna się około Wielkanocy, a kończy w listopadzie. Kajakarstwo na rzece Treska jest bardzo popularnym zajęciem, podobnie jak wędkowanie, polowanie i pływanie.

### Klasztory

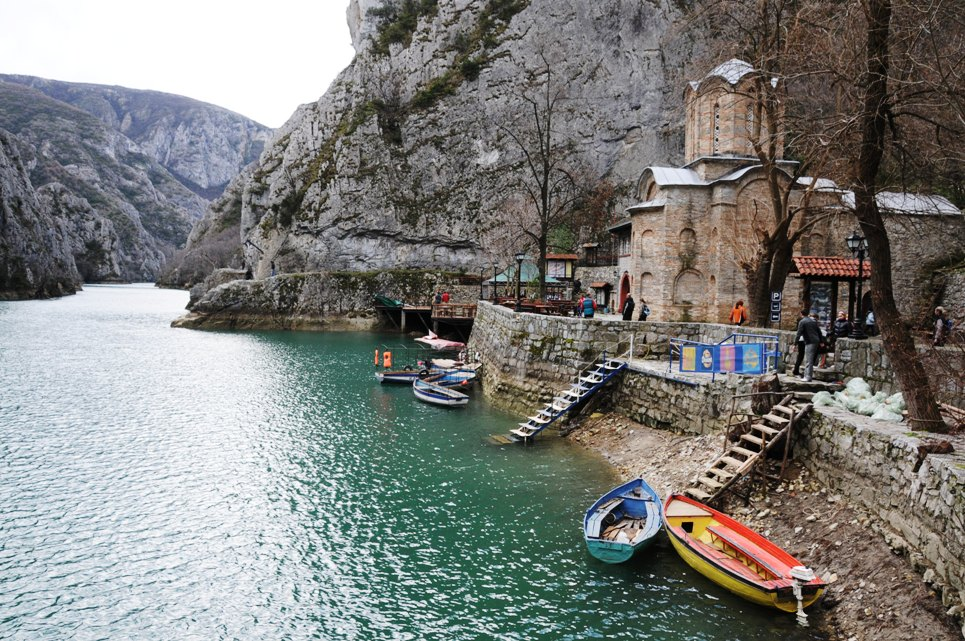
Klasztor św. Andrzeja

W kanionie znajduje się kilka historycznych kościołów i klasztorów, między innymi kościół i klasztor św. Andrzeja, który zlokalizowany jest w wąwozie rzeki Treski.
Z kolei klasztor Matki Boskiej, zbudowany w XIV wieku, znajduje się na lewym brzegu rzeki Treski.

## Galeria

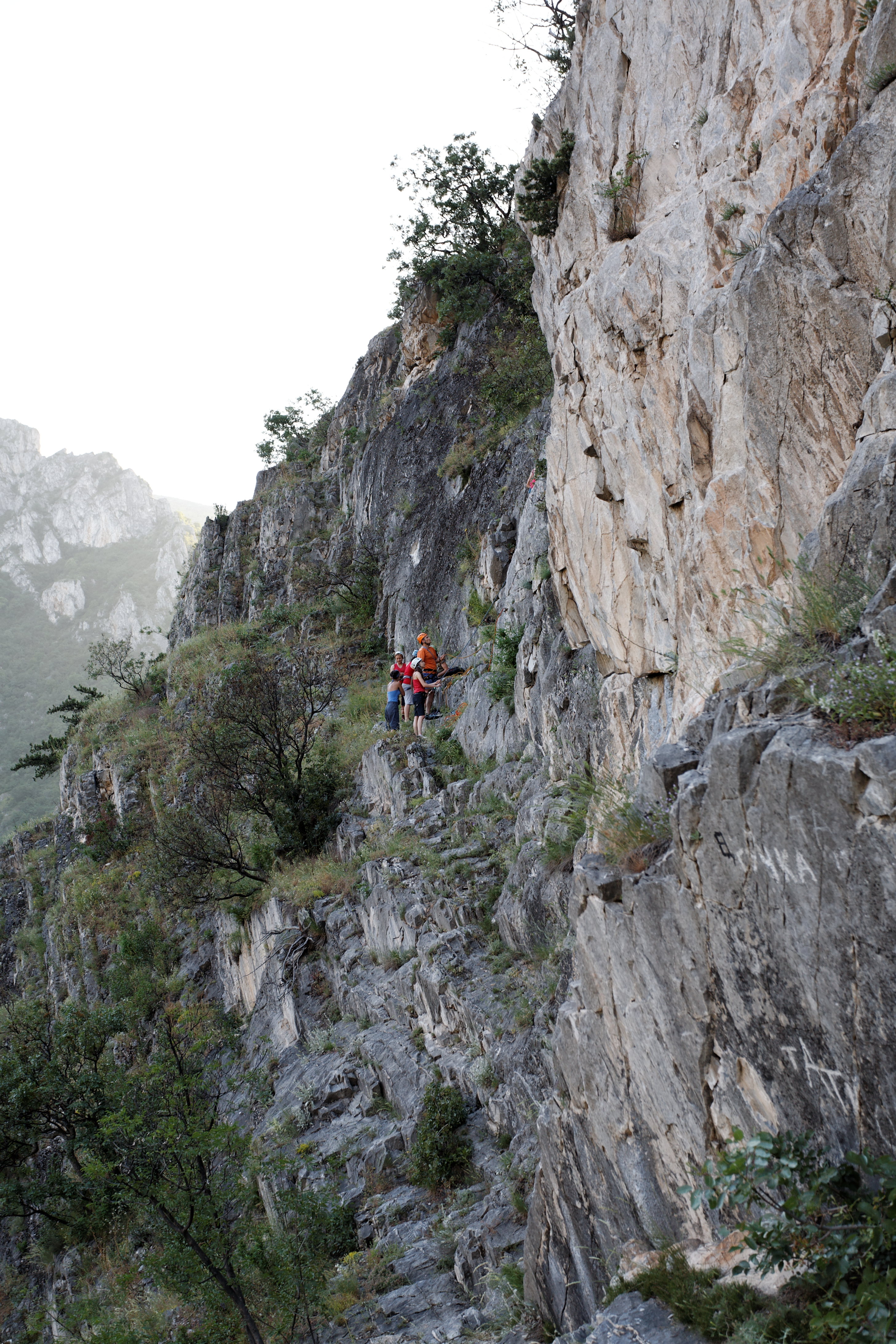
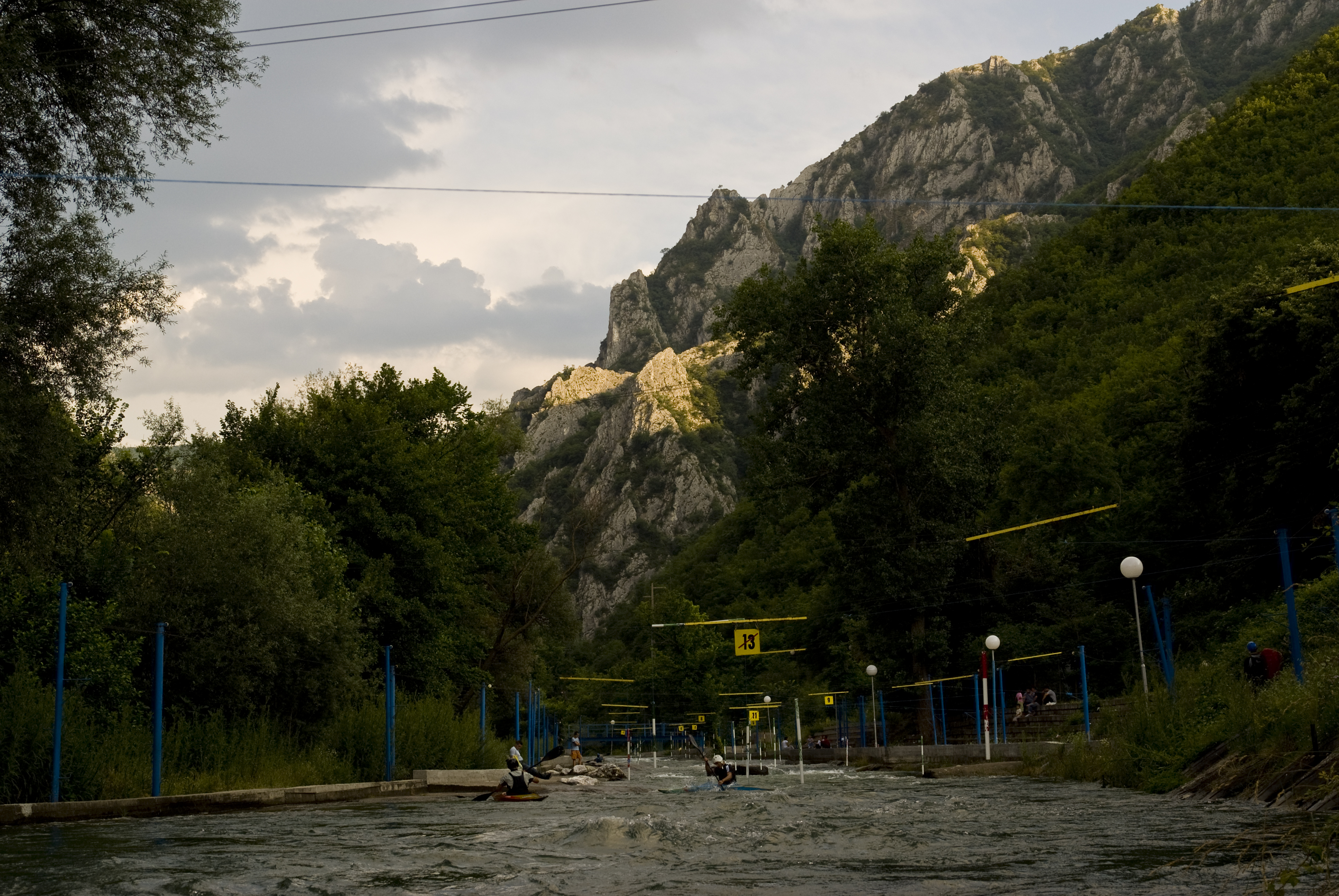
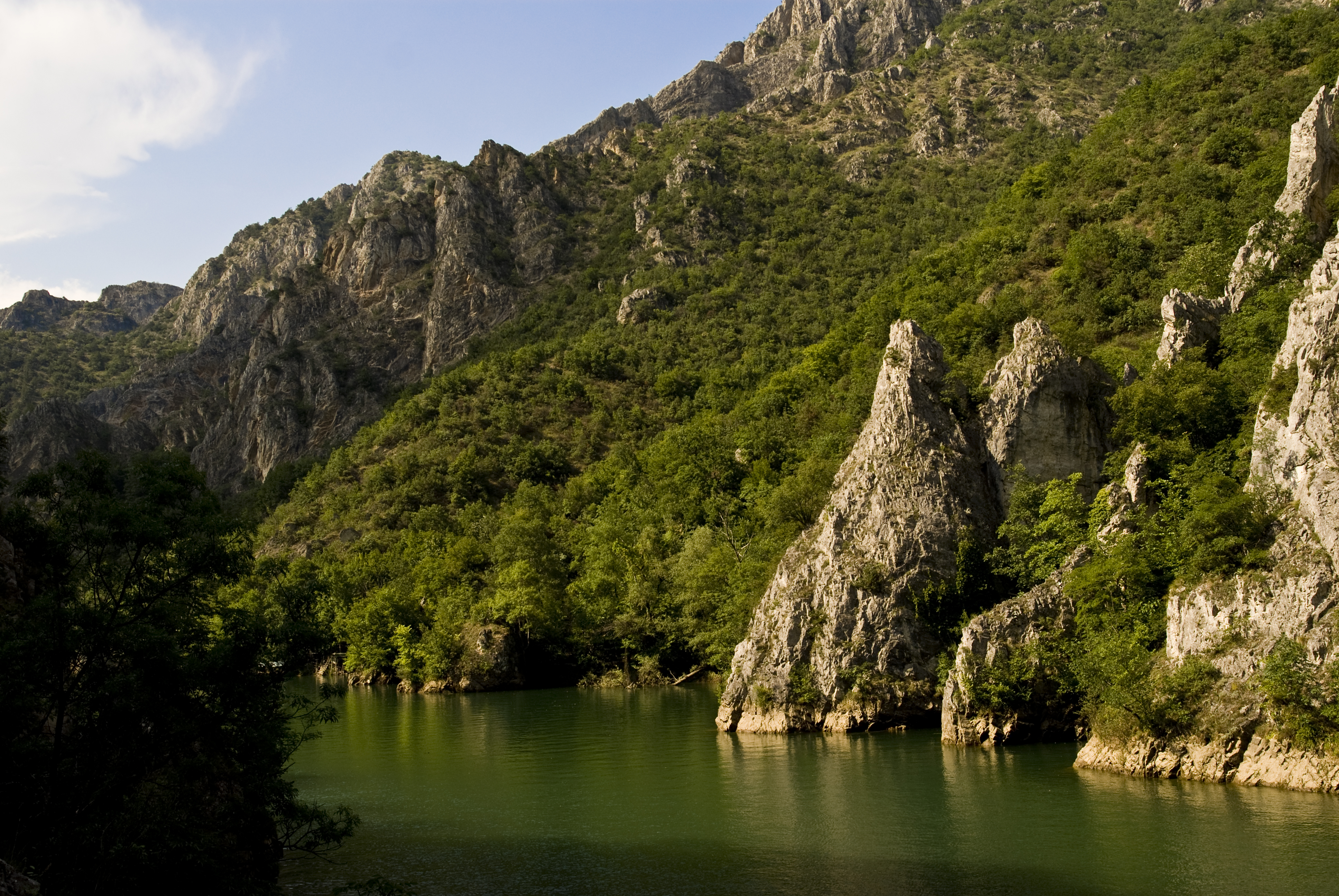
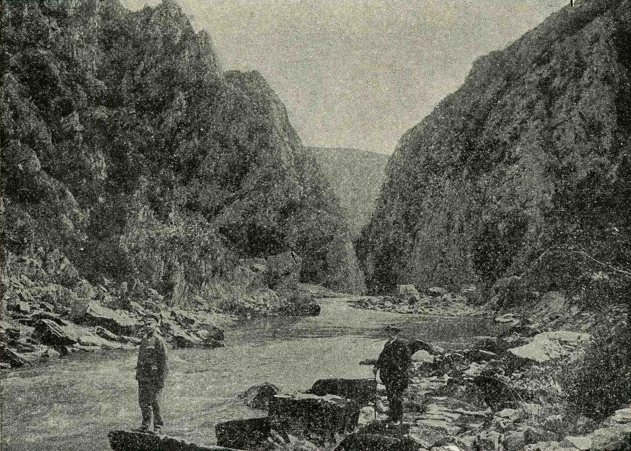
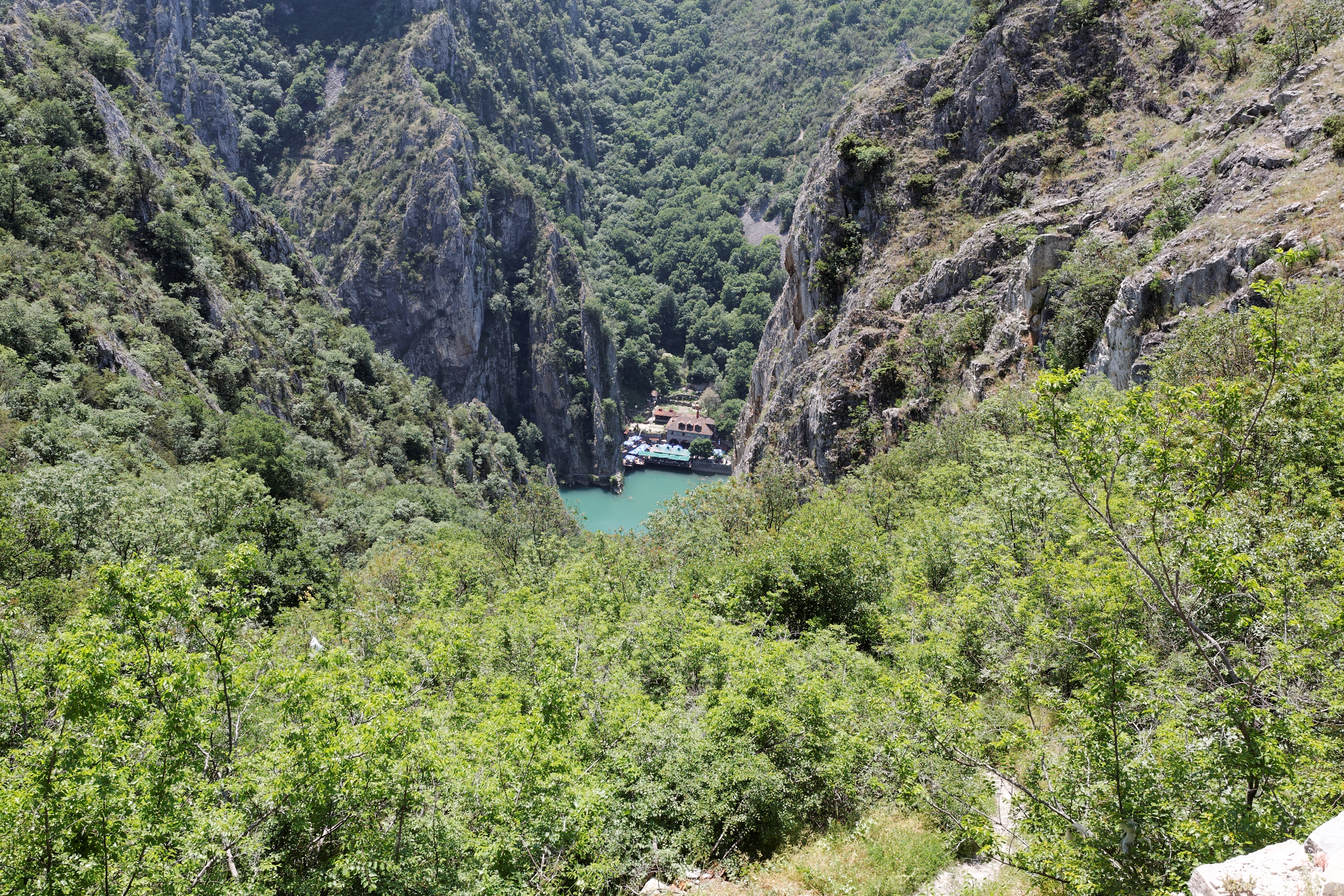
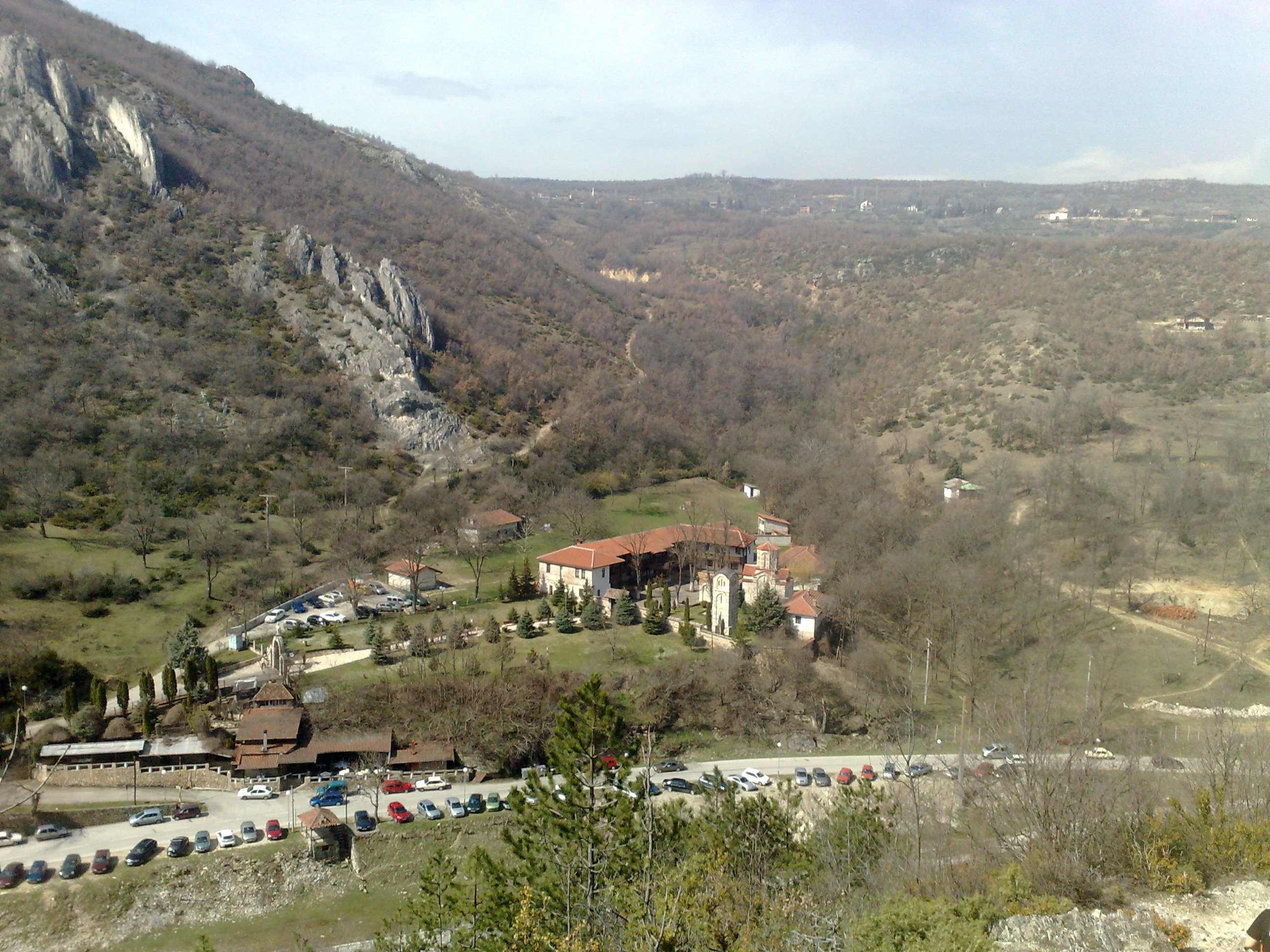
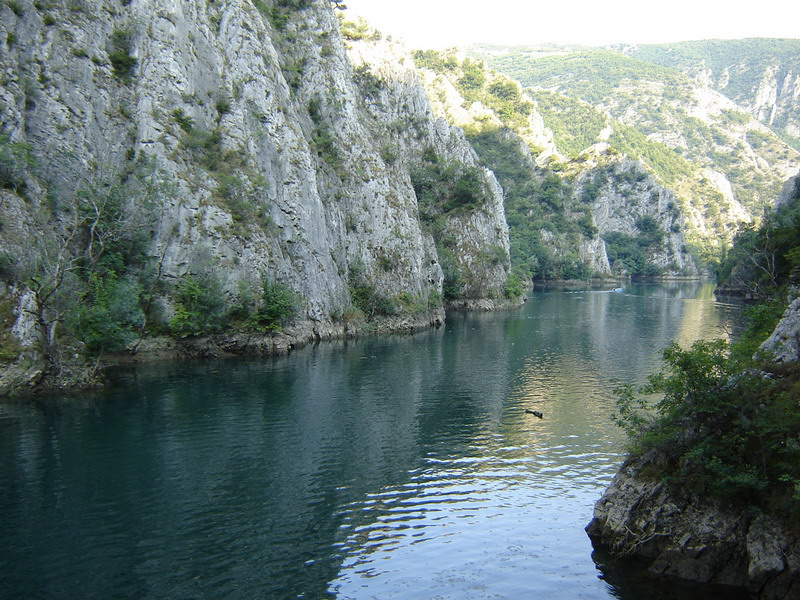
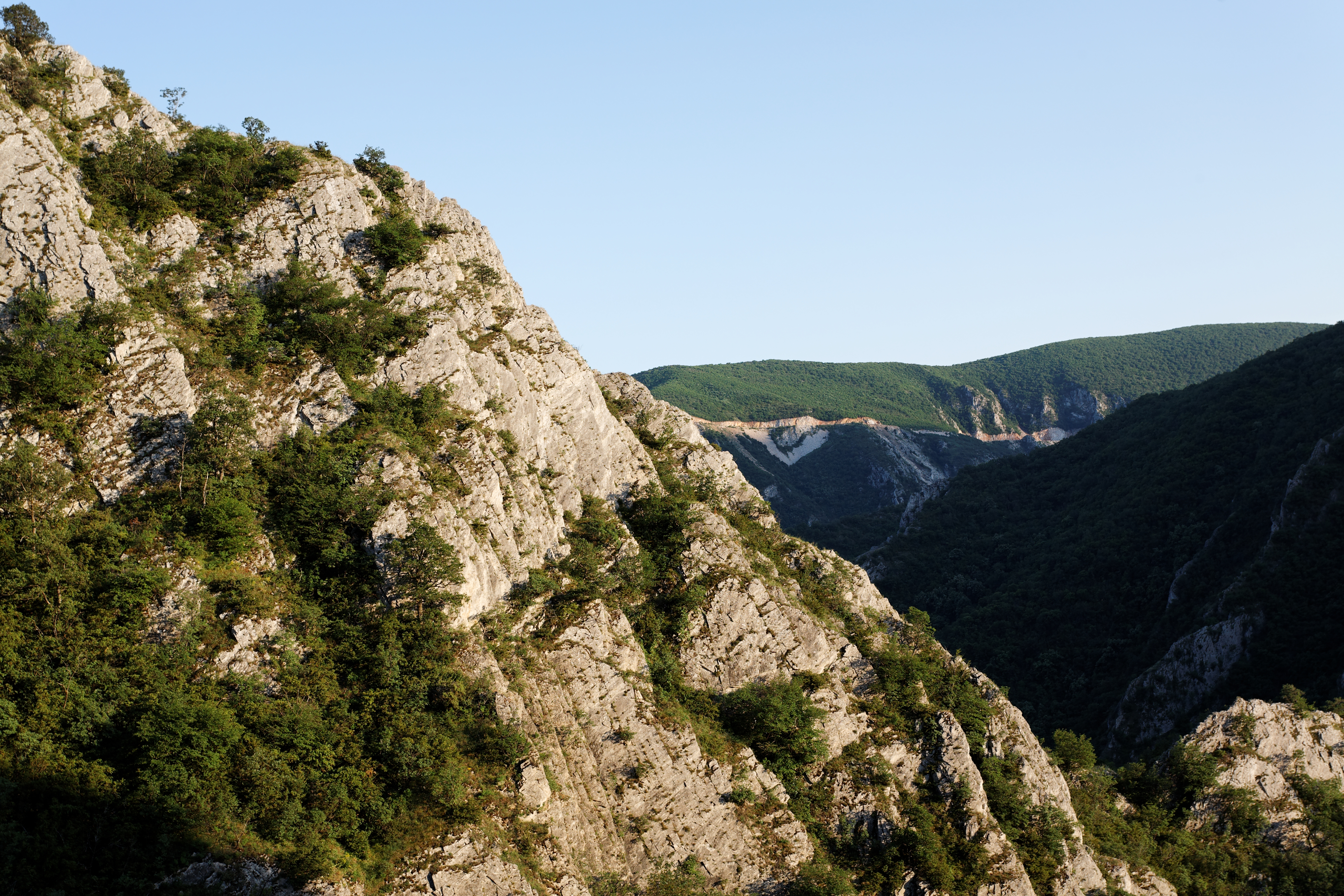
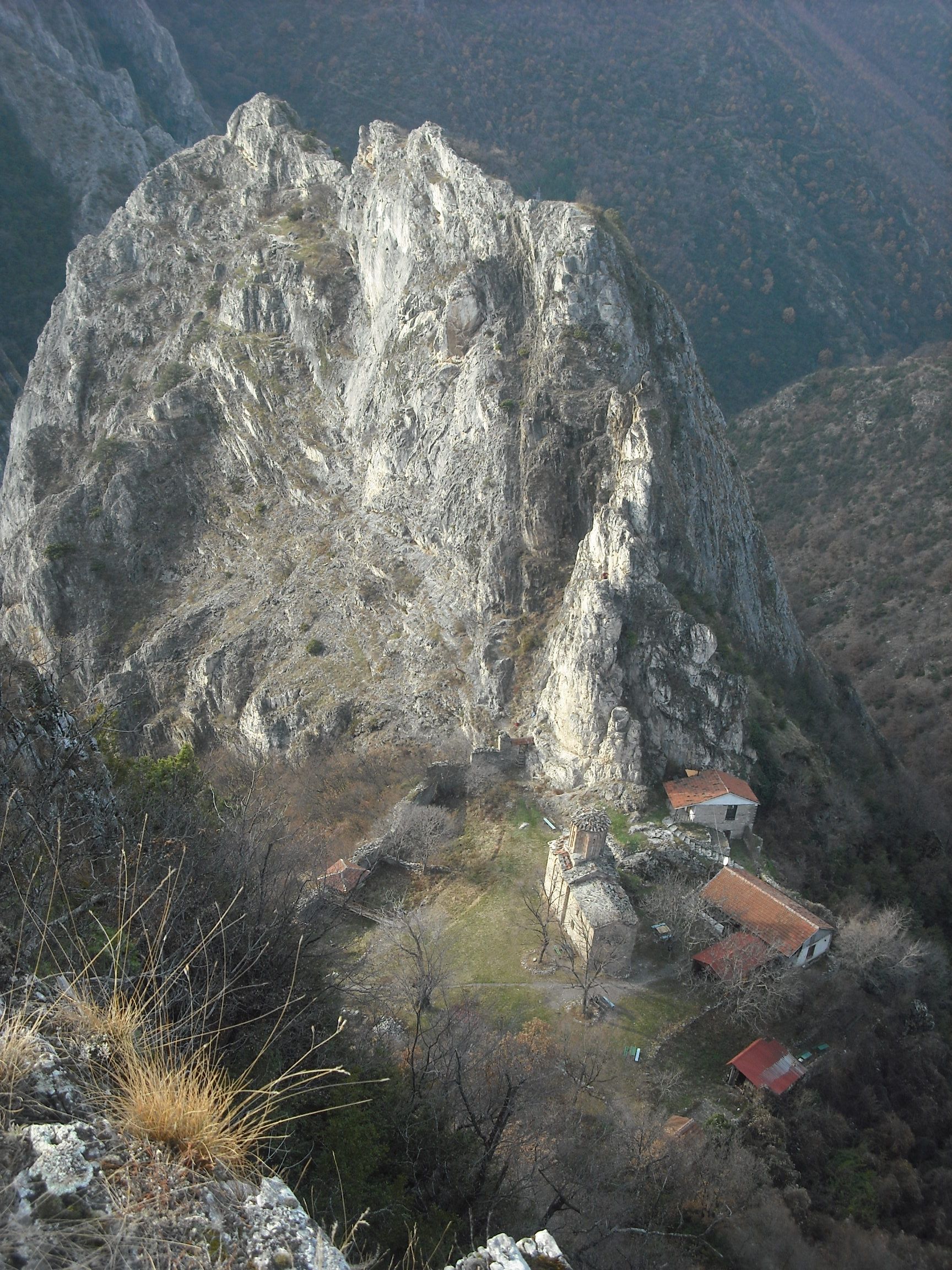
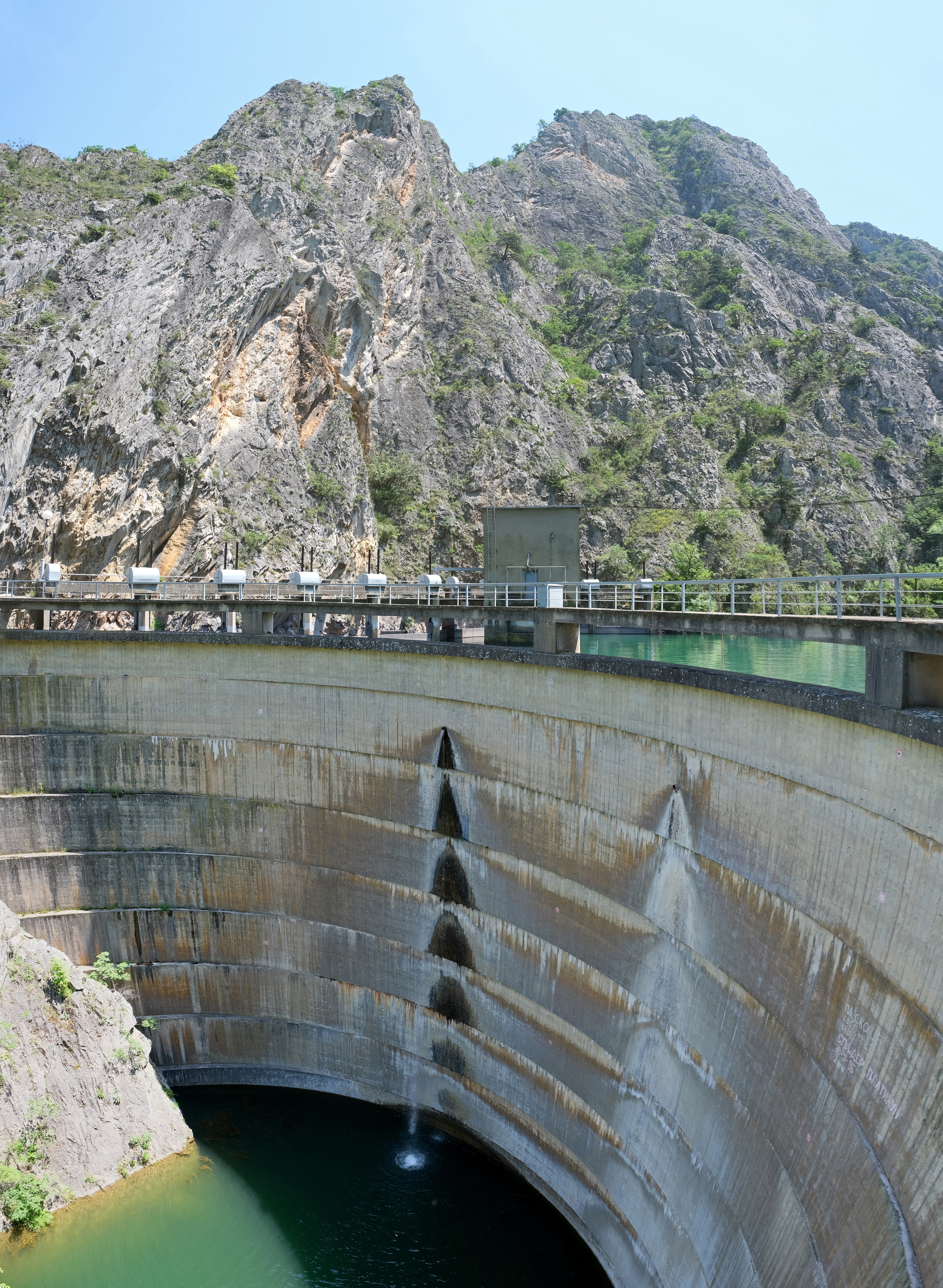
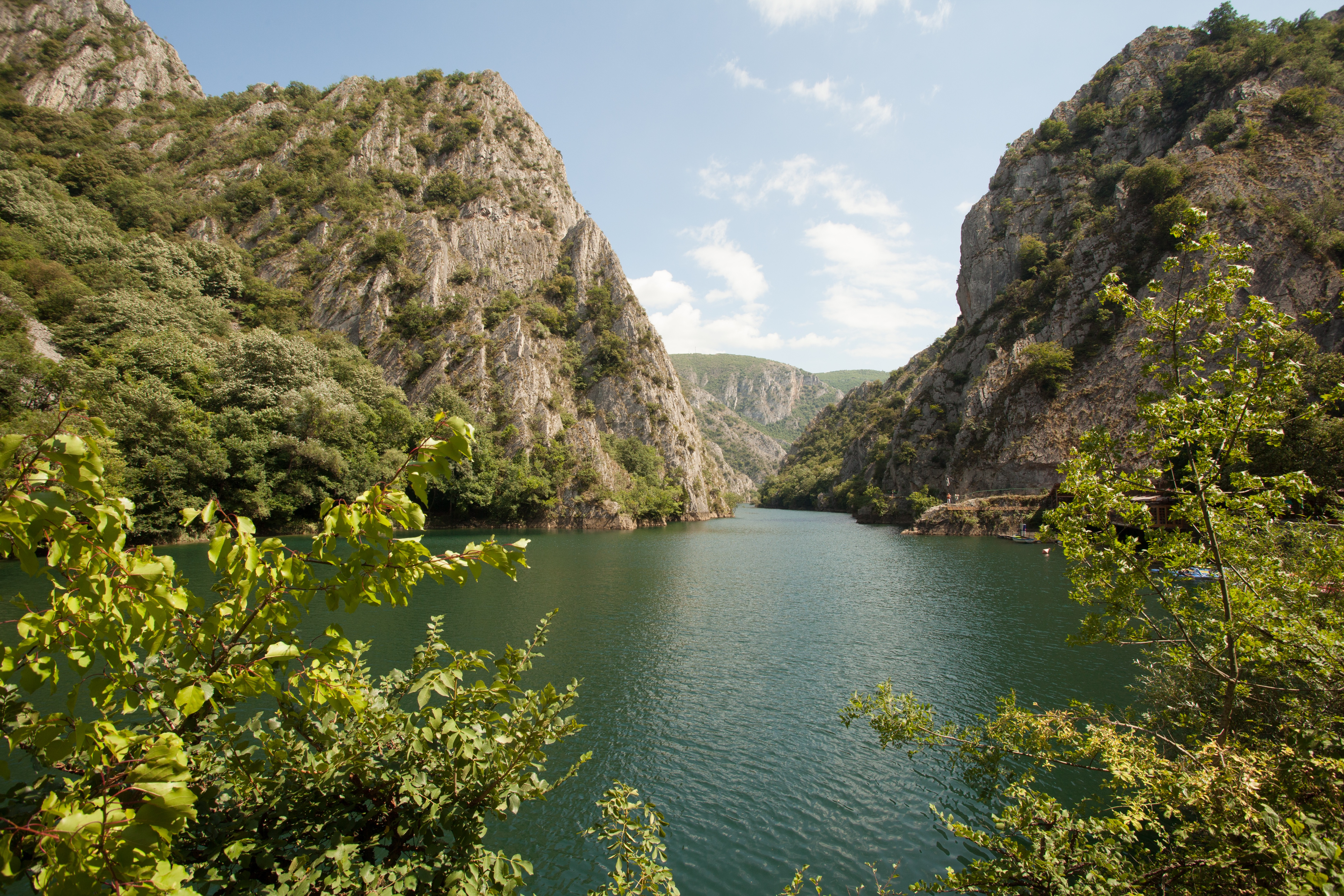